# China Coast Guard
La China Coast Guard (cinese semplificato: 中国海警, pinyin Zhōngguó hǎijǐng; Wade-Giles: Chung-kuo hai-ching) è uno dei vari organismi della Repubblica popolare cinese cui compete la salvaguardia della vita umana ed il coordinamento di ricerca e salvataggio in mare nonché la gestione amministrativa, la sicurezza della navigazione lungo i circa 14.500 km di coste, i 123.495 km di acque navigabili interne e la difesa delle acque territoriali e della zona economica esclusiva cinese con una superficie marina di ~ 4.700.000 km².